# خوسيه ماريا شاكون
خوسيه ماريا شاكون (بالإسبانية: José María Chacón)‏ هو سياسي إسباني، ولد في 1749 في إشبيلية في إسبانيا، وتوفي في 1833.